# Nicolás Mignani
Nicolás Mignani (Río Tercero, Provincia de Córdoba, Argentina, 25 de enero de 1985) es un futbolista argentino. Se desempeña como volante creativo y su equipo actual es el Deportivo Roca del Torneo Federal A.

## Clubes
| Club                      | País      | Año         |
| ------------------------- | --------- | ----------- |
| 9 de julio de Río Tercero | Argentina | 2002 - 2003 |
| Club Almagro              | Argentina | 2004 - 2006 |
| Deportes Tolima           | Colombia  | 2006        |
| 9 de julio de Río Tercero | Argentina | 2007 - 2009 |
| Deportivo Guaymallén      | Argentina | 2009 - 2011 |
| San Martín de Mendoza     | Argentina | 2011 - 2013 |
| Deportivo Montecaseros    | Argentina | 2013        |
| Tiro Federal de Morteros  | Argentina | 2014        |
| Pacífico                  | Argentina | 2014        |
| Deportivo Roca            | Argentina | 2015        |
| Sport Club Pacífico       | Argentina | 2016        |
| Club Sportivo 9 De julio  | Argentina | 2017 -2019  |

.   
Enlaces externos
- Ficha en BDFA
- Ficha en Soccerway

- Datos: Q17478173